# گرمابه حاج میرحسن
گرمابه حاج میرحسن مربوط به دوره قاجار است و در قزوین، خیابان مولوی، کوی دهنه دیمج واقع شده و این اثر در تاریخ ۱۱ مرداد ۱۳۸۴ با شمارهٔ ثبت ۱۲۶۲۱ به‌عنوان یکی از آثار ملی ایران به ثبت رسیده است.